# Scalarispongia cincta
Scalarispongia cincta är en svampdjursart som först beskrevs av Boury-Esnault 1973.  Scalarispongia cincta ingår i släktet Scalarispongia och familjen Thorectidae. Inga underarter finns listade i Catalogue of Life.